# Municipio de Madison (condado de Montgomery)
El municipio de Madison (en inglés, Madison Township) es un municipio del condado de Montgomery, Indiana, Estados Unidos. Tiene una población estimada, a mediados de 2021, de 1167 habitantes.

## Geografía
Está ubicado en las coordenadas 40°10′17″N 86°51′59″O / 40.17139, -86.86639. Según la Oficina del Censo de los Estados Unidos, tiene una superficie total de 93.8 km², correspondientes en su totalidad a tierra firme.

## Demografía
Según el censo de 2020, en ese momento había 1192 personas residiendo en la zona. La densidad de población era de 12.7 hab./km². El 94.38 % de los habitantes eran blancos, el 0.67 % eran afroamericanos, el 0.17 % eran amerindios, el 0.25 % eran asiáticos, el 0.25 % eran de otras razas y el 4.28 % eran de una mezcla de razas. Del total de la población, el 2.35 % eran hispanos o latinos de cualquier raza.